# Effet modérateur de la mer
Avec l'atmosphère, les océans sont les premiers régulateurs climatiques de la planète. Ils transportent, absorbent et stockent la chaleur. Cette redistribution n'est pas le seul rôle que jouent les océans, ces derniers contribuent aussi aux précipitations. 
En été, l'air est plus chaud que la mer. La mer et l'océan captent les calories solaires : comme la mer est agitée, elle les stocke sur une grande épaisseur. Elle refroidit l'air en capturant les calories.
En hiver, l'air est plus froid que la mer. Celle-ci va rendre progressivement à l'air les calories qu'elle a capturées l'été. Elle va réchauffer l'air.
Grâce à l'air humide marin, les précipitations sont abondantes durant toute l'année dans les zones océaniques. Mais c'est en hiver lorsque l'air marin plus chaud arrive sur le continent plus froid que la condensation est provoquée. On observe alors le maximum de précipitations.